# Pando (logiciel)
Pour les articles homonymes, voir Pando.
 (octobre 2023).
Si vous disposez d'ouvrages ou d'articles de référence ou si vous connaissez des sites web de qualité traitant du thème abordé ici, merci de compléter l'article en donnant les références utiles à sa vérifiabilité et en les liant à la section « Notes et références ».
Pando est un ancien logiciel propriétaire de partage de fichier Peer-to-peer. Dernière version: win 2.5.1.11, mac 2.5.1.4. Ses serveurs ont fermé le 31 juillet 2013.

## Détails
Pando avait un fonctionnement très proche de celui de BitTorrent. Il utilisait le protocole BitTorrent pour transférer les fichiers.  